# Astrosa
Astrosa is een geslacht van vlinders uit de familie van de Tortricidae (Bladrollers). Het geslacht werd voor het eerst wetenschappelijk beschreven door Diakonoff in 1951.

## Soorten
Het genus is monotypisch en bevat alleen de volgende soort:

- Astrosa leucosema Diakonoff, 1951